# Amundsenovo moře

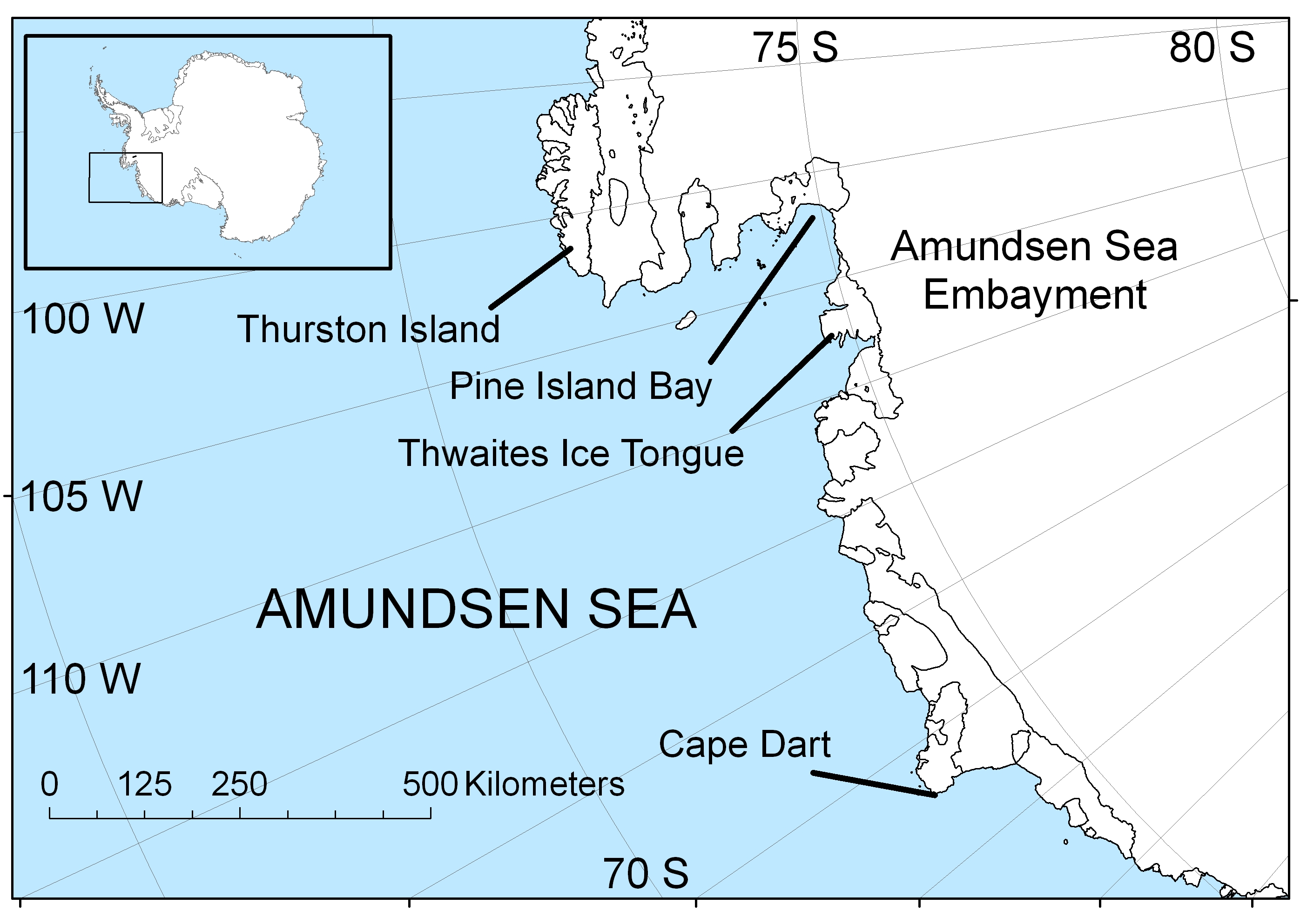
Amundsenovo moře

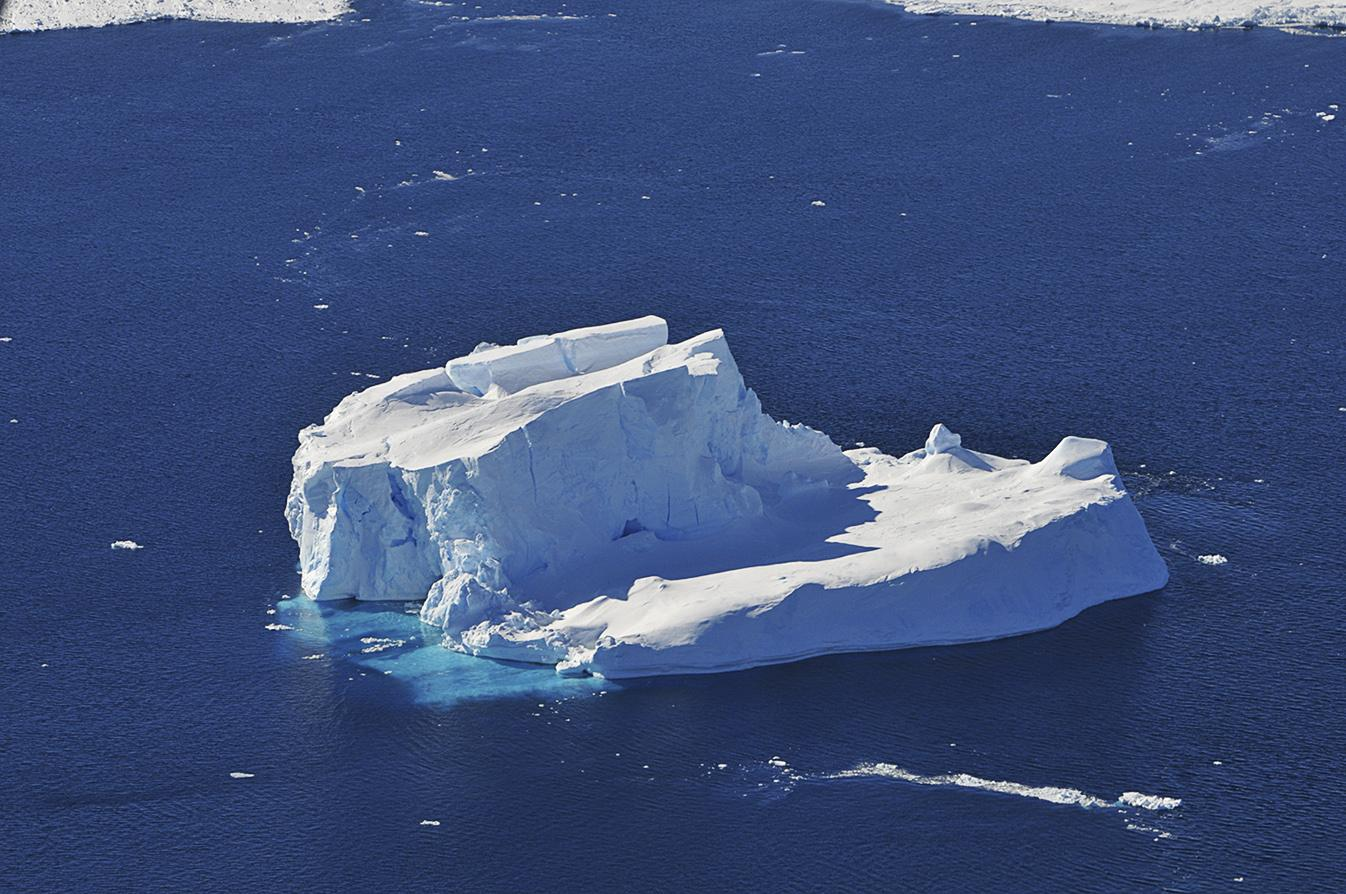
kra v Amundsenově moři

Amundsenovo moře se nachází v Jižním oceánu v západní Antarktidě. Pojmenováno je po norském polárním badateli Roaldu Amundsenovi.
Většina moře je zaledněná. V Amundsenově moři se nachází dva z pěti největších antarktických ledovců. Ty během posledních let začaly roztávat. Kdyby roztály úplně, světová hladina moří by se zvedla o 0,9-1,9 m.